# Aviser og magasiner i Harry Potter-universet
De følgende aviser og magasiner optræder i bøgerne og filmene om Harry Potter af J.K. Rowling.

## Profettidende
Profettidende er det mest vidtlæste dagblad i Englands troldmandssamfund. Artiklerne indeholder bevægende billeder. Desværre mangler det i nogen grad journalistisk integritet; det er kendt for at være mere interesseret i salg end i saglig nøjagtighed og er ofte talerør for Ministeriet for Magi, som beskrevet af Rita Rivejern "Profettidende lever for at sælge sig selv!".
Profettidende bliver hver morgen leveret til abonnenterne af en ugle (som flyver med breve og pakker i troldmandsverdenen). Abonnenten skal betale 1 knut (møntenhed i troldmandsverdenen) for avisen.

## Ordkløveren
Ordkløveren er et mindre anerkendt ugeskrift, som redigeres og udgives af Xenophilius Lovegood, Luna Lovegoods far. Avisen bringer ofte historier, der giver et markant anderledes syn på virkeligheden end det mere anerkendte Profettidende. Til eksempel er historien om Sirius Blacks flugt fra Azkaban og tilbagevenden til troldmændenes verden i Ordkløveren blevet til en spekulativ artikel om hvorvidt Sirius i virkeligheden kunne være Stumpe Brætmand, medlem af et troldmandsrockband.

## Fodnoter
1. ↑  "Harry Potter newspaper designed by Muggles". Irish Examiner. 27. december 2005. Hentet 8. september 2007.
2. ↑  "Harry Potter and the Order of the Phoenix". The Official Time Wasters Guide. 10. juli 2007. Arkiveret fra originalen 22. januar 2011. Hentet 8. september 2007.
3. ↑  Roger Ebert (2006). Roger Ebert's Movie Yearbook 2007. Kansas City, Mo.: Andrews McMeel Pub. s. 285–6. ISBN 0740761579.
4. ↑  Colette Spanyol. "Harry Potter and the Separation of Powers: A Law and Literature - Review of J.K. Rowling's Harry Potter and the Order of the Phoenix" (PDF). Hertfordshire Law Journal. 3 (1): 12-16. Arkiveret fra originalen (PDF) 3. juli 2010. Hentet 10. august 2009.

| Fiktion | Spire Denne artikel om en historie eller noget fiktivt er en spire som bør udbygges. Du er velkommen til at hjælpe Wikipedia ved at udvide den. |